# Borreby Slot
 Der er for få eller ingen kildehenvisninger i denne artikel, hvilket er et problem. Du kan hjælpe ved at angive troværdige kilder til de påstande, som fremføres i artiklen.

 Ikke at forveksle med Borgeby slot.
Borreby Slot er en befæstet herregård 2 km syd for Skælskør. Godset omtales første gang i 1345, er opført ved et dobbelt voldsted og omfatter et areal på 676 hektar land. Godsets jorde går ned til Skælskør Fjord.
I slutningen af 1300-tallet tilhørte stedet slægten Urne, men blev senere Roskilde-kirkens eje. Under Grevens Fejde var det dog i 1535 et medlem af Urne-familien, Johan Jørgensen Urne, der måtte overgive gården.
Ved reformationen overgik gården til kronen, som omkring 1553 overlod den til rigskansler Johan Friis. På hans foranledning nedlagdes en nærliggende landsby, og i 1556 blev de nuværende bygninger opført til erstatning for den borg, som blev ødelagt under fejden.
Johan Friis havde ingen børn, men overlod godset til brodersønnen Christian Friis, som lod opføre de bygninger, der omkranser den indre slotsgård. Da der ved hans død ikke var mandlige arvinger, overgik godset via søsteren Dorte, som var enke efter Oluf Daa, til Daa-slægten.
Godset hører til Magleby Sogn.

## Borreby Teater
I 2012 blev dørene slået op for Borreby Teater, der er opført i en lade bygget af Christian Friis i 1593. Byggeriet blev b.l.a. støttet af: Dronning Margrethe og Prins Henriks Fond, Realdania, Kulturstyrelsen og 15. Juni Fonden. Teatret har plads til 449 tilskuere og åbnede med første forestilling af Jekyll & Hyde den 19. april 2012.

## Filmkulisse
Borreby Slot bruges som kulisse i filmene Elverhøj (1939), Historien om Hjortholm (1950), Kongeligt besøg (1954), Baronessen fra benzintanken (1960) og Gøngehøvdingen (1961).

## Ejere af Borreby Slot
- (1345-1390) Niels Jensen
- (1390-1392) Lave Nielsen Urne
- (1392-1410) Zabel Kerkendorp
- (1410-1430) Peder Jensen Lodehat
- (1430-1536) Roskilde Bispestol
- (1536-1553) Kronen
- (1553-1570) Johan Friis
- (1570-1616) Christian Friis
- (1616-1618) Dorthe Friis gift Daa
- (1618-1641) Claus Daa
- (1641-1652) Jørgen Daa
- (1652-1666) Oluf Daa / Valdemar Daa
- (1666-1681) Valdemar Daa
- (1681-1685) Ove Ramel
- (1685-1730) Mette Rosenkrantz gift Ramel
- (1730-1732) Else Ovesdatter Ramel
- (1732-1750) Christian Berregaard
- (1750-1769) Villum Berregaard
- (1769-1776) Beata Antonia Augusta Berregaard, født von Reuss-Lobenstein (enke)
- (1776-1783) Hans Georg Faith
- (1783-1817) Joachim Melchior Holten CastenschioldBorreby Slot omkring 1870
- (1817-1832) Henrik Gisbert Castenschiold
- (1832-1865) Adolph Frederik Holten Castenschiold
- (1865-1919) Carl Vilhelm Behagen Castenschiold
- (1919-1945) Adolf Frederik Holten Castenschiold
- (1945-1961) Carl Christian Henrik Holten Castenschiold
- (1961-1970) Carl Christian Henrik Holten Castenschiold / Carl Henrik Holten Castenschiold
- (1970-2001) Carl Henrik Holten Castenschiold
- (2001-) Joachim Lorentz Holten Castenschiold